# Zalew w Ozorkowie
Zalew w Ozorkowie – zbiornik zaporowy na rzece Starówce. Zalew położony jest w środkowo-południowej części miasta. Na zachód od zbiornika przepływa rzeka Bzura. Zbiornik ma powierzchnię 0,12 km², a jego maksymalna głębokość to 2 m. 
Na wschodnim brzegu zalewu znajduje się plaża, przy której są dwa molo. Pośrodku zbiornika znajduje wyspa. Część południowa jest oddzielona od reszty groblą. Zalew jest również miejscem do wędkarstwa, dominuje leszcz, karp, sum, płoć, szczupak.